# Jean-Pierre Voisin
Jean-Pierre Voisin (Ginevra, 13 novembre 1932 – Ginevra, 19 agosto 2014) è stato un cestista svizzero.